# Io (компания)
io — технологическая компания, основанная бывшим главным дизайнером Apple Джони Айвом и рядом других бывших инженеров Apple. Компания занималась разработкой физических устройств на базе искусственного интеллекта. В мае 2025 года была приобретена компанией OpenAI в рамках сделки, оцениваемой примерно в 6,5 миллиардов долларов.

## История

### Основание
Компания io была основана в 2024 году как совместный проект дизайнерской фирмы Джони Айва LoveFrom и компании OpenAI. Основной целью компании была разработка нового поколения устройств, управляемых искусственным интеллектом. Помимо Айва, в числе основателей были и другие бывшие сотрудники Apple: Эванс Хэнки, Тэнг Тэн и Скотт Кэннон.
В четвёртом квартале 2024 года компания OpenAI приобрела 23 % долю в io.

### Приобретение OpenAI
21 мая 2025 года было объявлено, что OpenAI полностью приобретает компанию io в рамках сделки с оценкой примерно в 6,5 миллиардов долларов. По данным Wired, OpenAI заплатила 5 миллиардов долларов в акциях за приобретение io.
Согласно условиям сделки, все сотрудники io присоединятся к OpenAI. При этом сам Джони Айв не переходит в OpenAI, а его дизайнерская фирма LoveFrom продолжит оставаться независимой, но будет «отвечать за дизайн всего в OpenAI, включая программное обеспечение».

## Продукты и разработки
На момент приобретения компанией OpenAI, io не выпустила ни одного коммерческого продукта. Однако известно, что Джони Айв и генеральный директор OpenAI Сэм Альтман работали в течение двух лет над секретным проектом, рассматривая варианты устройств, включая наушники и устройства с камерами.
Первые устройства после поглощения запланированы к выпуску в 2026 году. Сэм Альтман заявил в интервью, что первый продукт не планируется как «убийца iPhone»: «Подобно тому, как смартфон не заставил исчезнуть ноутбук, я не думаю, что наша первое устройство заставит исчезнуть смартфон. Это будет абсолютно новый продукт».
Айв так описал прототип устройства: «Мы собрали вместе лучших инженеров по аппаратному и программному обеспечению, лучших технологов, физиков, ученых, исследователей и экспертов в области разработки продуктов и производства». Альтман, в свою очередь, назвал прототип «самой крутой технологией, которую когда-либо видел мир».

## Руководство и структура
До приобретения компанией OpenAI, в io работало около 55 человек, включая инженеров по аппаратному и программному обеспечению, технологов, физиков, ученых и экспертов по разработке продуктов и производству.
После сделки, команда io будет подчиняться Питеру Велиндеру, вице-президенту OpenAI по продуктам.